# Kabassu jednopaskowy
Kabassu jednopaskowy, kabassu (Cabassous unicinctus) – gatunek ssaka z podrodziny bolit (Tolypeutinae) w obrębie rodziny Chlamyphoridae. Występuje na terenie Ameryki Środkowej i Południowej. W polskiej literaturze zoologicznej dla określenia gatunku Cabassous unicinctus używana była również nazwa zwyczajowa „kabassu”; w wydanej w 2015 roku przez Muzeum i Instytut Zoologii Polskiej Akademii Nauk publikacji „Polskie nazewnictwo ssaków świata” zaproponowano nazewnictwo dwuczłonowe i dla C.  unicinctus zaproponowano nazwę kabassu jednopaskowy. Nazwa rodzajowa „kabassu” została w publikacji PAN zarezerwowana dla rodzaju Cabassous.

## Taksonomia
Gatunek po raz pierwszy zgodnie z zasadami nazewnictwa binominalnego opisał w 1758 roku szwedzki przyrodnik Karol Linneusz nadając mu nazwę Dasypus unicinctus. Miejsce typowe według oryginalnie zostało błędnie podane jako „Afryka” (w oryg. łac. Habitat in Africa); w 1763 roku Georges-Louis Leclerc de Buffon poprawił miejsce typowe na „Amerykę” (fr. l'Amérique), ograniczone w 1911 roku przez Oldfielda Thomasa do Surinamu. W 2021 roku José Anderson Feijó i Teresa Cristina Anacleto na lektotyp wyznaczyli okaz przedstawiony na rycinie (rysunek 3 na tablicy xxx) z książki Albertusa Seby Locupletissimi rerum naturalium thesauri accurata descriptio, et iconibus artificiosissimis expressio, per universam physices historiam.
Wyróżniany wcześniej podgatunek squamicaudis został w toku rewizji taksonomicznej uznany za odrębny gatunek. 
Autorzy All the Mammals of the World uznają ten gatunek za monotypowy.

### Etymologia
- Cabassous: fr. nazwa Cabassou lub Kabassou dla pancerników, od karib. nazwy capacou dla pancerników[18].
- unicinctus: nowołac. unicinctus „jednopasmowy”, od łac. uni- „jeden-”, od unus „jeden”; cinctus „w paski”, od cingere „otaczać”[19].

## Zasięg występowania
Kabassu jednopaskowy występuje w Kolumbii, Wenezueli, regionie Gujana, północna Brazylii, Ekwadorze i północno-wschodnim Peru, na wschód od Andów i na północ od Amazonki.

## Morfologia
Długość ciała (bez ogona) 350–450 mm, długość ogona 140–210 mm, długość ucha 32–39 mm, długość tylnej stopy 75–84 mm; masa ciała 2–3,8 kg. Ubarwienie ciemnoszare lub ciemnobrązowe, ciało jest okryte pancerzem.

## Tryb życia
Kabassu jednopaskowy porusza się na pazurach kończyn przednich i na podeszwach kończyn tylnych. Prowadzi nocny tryb, odżywia się termitami i mrówkami.

## Status zagrożenia
W Czerwonej księdze gatunków zagrożonych Międzynarodowej Unii Ochrony Przyrody i Jej Zasobów został zaliczony do kategorii LC (ang. least concern ‘najmniejszej troski’).